# نزدیک‌به‌دد
نزدیک‌به‌دد (نام علمی: Anchitherium) نام یک سرده از تیره اسبیان است.